# Firestarr 2
Firestarr 2 — четвёртый студийный альбом американского хардкор-рэпера Fredro Starr, выпущенный 9 марта 2018 года лейблом Mad Money Movement. Альбом был выпущен только на цифровых площадках.
Альбом был спродюсирован американскими продюсерами The Elite Producers, The Korruption и Paul Cabbin. В записи альбома приняли участие американские рэперы Vado, The Kid Daytona, Begetz, Ali Vegas, River, вокалист американской рок-группы XO Stereo, Cooper Campbell, и французский диджей DJ Nelson.

## Предыстория
В 2011 году Фредро Старр впервые анонсировал через Твиттер, что работает над продолжением своей дебютной работы, Firestarr. Альбом должен был выйти летом 2012 года, но позже релиз был перенесён на первую половину 2013 года. В конечном итоге проект был заброшен, поскольку Фредро познакомился с продюсером The Audible Doctor, и результатом этого знакомства стал новый альбом Made In The Streets, который увидел свет 25 декабря 2013 года. Стоит добавить, что несколько треков, записанных для альбома Firestarr 2, вошли на микстейп Live 4Ever, 2Day (2013).

## Синглы
26 февраля 2018 года был выпущен единственный сингл «Do U Know», записанный при участии Vado и The Kid Daytona. Сингл «What If 2», выпущенный в 2013 году как первый сингл с грядущего альбома Firestarr 2, так и не попал на этот альбом.

## Видеоклипы
Перед вами короткометражный фильм словацкого кинорежиссёра Михала Немтуда (Michal Nemtuda), снятый по сценарию Фредро Старра. В фильме показан один день из жизни Файрстарра. Саундтреком к данной картине служит новый альбом Fredro Starr «Firestarr 2», премьера которого состоялась 9 марта
В ноябре 2017 года был снят короткометражный фильм Firestarr 2 словацкого режиссёра Михала Немтуда по сценарию Фредро Старра. В фильме показан один день из жизни Firestarr (с англ. — «Файрстарра»). Саундтреком к данной картине служит новый альбом Фредро Старра, Firestarr 2. Музыкальное видео на песню «South America» (с англ. — «Южная Америка») было снято в городе Медельин в Колумбии 7 ноября 2016 года, и было выпущено 26 апреля 2018 года. Музыкальное видео на песню «Private Jet To Heaven» (с англ. — «Частным самолётом в рай») было выпущено в 2012 году.

## Список композиций
| #   | Название                             | Участвующие гости     | Продюсер(ы)         | Длительность |
| --- | ------------------------------------ | --------------------- | ------------------- | ------------ |
| 01. | «Passion and Pain»                   | DJ Nelson             | The Elite Producers | 1:56         |
| 02. | «Do U Know»                          | Vado, The Kid Daytona | Korruption Camp     | 3:18         |
| 03. | «Murder Mami»                        |                       | Paul Cabbin         | 2:59         |
| 04. | «Everything Ain’t 4 The Gram (Skit)» |                       |                     | 0:13         |
| 05. | «Counting My Blessings»              | Begetz                | Paul Cabbin         | 3:01         |
| 06. | «Sipping Pyru»                       | Ali Vegas             | Korruption Camp     | 4:29         |
| 07. | «Time Sit Still (Skit)»              |                       |                     | 0:09         |
| 08. | «100,000 Miles»                      | River                 | Korruption Camp     | 4:38         |
| 09. | «South America»                      |                       | Korruption Camp     | 3:03         |
| 10. | «Hate 2 Lose»                        | Cooper Campbell       | Paul Cabbin         | 3:57         |
| 11. | «Who Does That»                      |                       | Paul Cabbin         | 2:56         |
| 12. | «Life Is A Movie (Skit)»             |                       |                     | 0:04         |
| 13. | «Private Jet 2 Heaven»               |                       | Paul Cabbin         | 4:18         |

## Невошедший материал
Песни, которые были записаны в 2012 году во время записи альбома Firestarr 2, но были вырезаны из финальной версии альбома:
- «King Of My City» [Produced by The Elite Producers]
- «All Or Nothing» (feat. Begetz) [Produced by The Korruption]
- «Summer New York 95» [Produced by Goldhands]
- «Made In The Streets» [Produced by Rick Griffin]
- «Triple Flyness» [Produced by Agallah]
- «The Ups And Downs» (feat. T.J. Gibson) [Produced by Agallah]
- «100 Dollar High» (feat. Begetz) [Produced by Agallah]
- «180 On The Dash» [Produced by Emaqulent]

## Участники записи
Участники записи для альбома Firestarr 2 взяты из задней обложки альбома.
- Fredro Starr — исполнитель, вокал, исполнительный продюсер
- Omar «Iceman» Sharif — исполнительный продюсер
- Sam Madill — запись, сведение, мастеринг
- Vado — участвующий артист
- The Kid Daytona — участвующий артист
- Begetz — участвующий артист
- Ali Vegas — участвующий артист
- River — участвующий артист
- Cooper Campbell — участвующий артист
- DJ Nelson — участвующий артист, скрэтчи
- The Elite Producers — продюсер
- The Korruption — продюсер
- Paul Cabbin — продюсер
- Woah! Graphics — дизайн